# Your Favorite Enemies
Your Favorite Enemies — группа, создающая музыку жанра альтернативный рок/прогрессивный рок/инди, образованная в 2006 году Алексом Фостером (вокал), Джеффом Больё (гитара), Сефом (гитара) и Беном (бас-гитара) Лемеленами, Мисс Изабель (вокал и клавиши) и Чарльзом «Moose» Эллиси (ударные).
Благодаря своей деятельности в сфере защиты прав человека, заключающейся, главным образом, в публичных выступлениях Фостера на мероприятиях Международной Амнистии; Your Favorite Enemies заработала репутацию не только «ориентированной на людей», но и уникальной в своей независимости группы. Это позволило музыкантам управлять всеми аспектами развития коллектива, руководствуясь своими семейными ценностям и подходом к работе «Do It Yourself». «Редкая музыкальная группа может создать вокруг себя столько шума, при этом не имея в своём багаже еще ни одного альбома, сколько удалось квебекской группе Your Favorite Enemies, добившейся международного успеха во многом благодаря магической силе Интернета», — пишет Le Journal de Montréal Музыканты создали профайлы в таких социальных сетях, как Myspace, Facebook, Twitter и Youtube, на разных языках, чтобы поддерживать связь с поклонниками со всего мира.
В 2008 году, ставшем для группы невероятно успешным (она совершила свой первый тур по Японии и выпустила второй альбом «Love Is A Promise Whispering Goodbye»), Billboard Magazine назвал Your Favorite Enemies в числе 5 групп, на которых стоит обратить внимание. Музыканты стали одними из первых зарубежных артистов, принявших участие в создании заглавных песен для саундтрека к франшизе всемирноизвестной видеоигры Dissidia: Final Fantasy, что позволило Your Favorite Enemies занять первые строчки в японских чартах. 2008 год также ознаменовался открытием коллективом отделения по связям с общественностью в звукозаписывающей компании Hopeful Tragedy Records, развитием сетевых сообществ и запуском различных шоу на YFE-TV Channel, в числе которых была и прямая трансляция концертов группы.

## История
- 2006 — Образование Your Favorite Enemies
- 2007 — Создание лейбла Hopeful Tragedy Records
- 2007 — Выход первого EP «And If I Was To Die In the Morning…Would I Still Be Sleeping With You», проданного тиражом 30.000 копий
- 2008 — Выход второго альбома «Love Is A Promise Whispering Goodbye»
- 2008 — YFE стала первой зарубежной группой, принявшей участие в создании песен для видеоигры Final Fantasy
- 2008 — Группа попала в 5-ку музыкальных коллективов по версии Billboard Magazine[5], на которые стоит обратить внимание
- 2009 — Приобретение студии звукозаписи
- 2010 — Запись третьего альбома и работа над созданием независимого фильма
- 2010 — Группа победила в номинации «Лучшая Зарубежная Рок-группа» на премии Sound of Excellence Music Awards[6]
- 2011 — Your Favorite Enemies впервые попала в чарты «Uncharted Territory»[7] журнала Billboard Magazine[8]
- 2011 — Запуск совместно с Красным Крестом «The Hope Project», проекта помощи пострадавшим от землетрясения, произошедшего в Японии 11 марта[9]
- 2011 — Появление Your Favorite Enemies в разделе Артист Недели журнала Billboard Pro

## Дискография
- And If I Was To Die In The Morning… Would I Still Be Sleeping With You (1 июня, 2007)
- Love Is A Promise Whispering Goodbye (17 июня, 2008)
- Саундтреки к игре Dissidia: Final Fantasy (2008) («The Messenger», «Chaos», «Cosmos»)

|  |  |

## Лейбл
В 2007 году в ответ на многочисленные просьбы сделать возможным приобретение музыки Your Favorite Enemies, которую «нигде невозможно найти», получающие ощутимую поддержку со стороны поклонников и друзей музыканты решили основать лейбл Hopeful Tragedy Records, чтобы представить на диске EP «And If I Was To Die In The Morning… Would I Still Be Sleeping With You» c 5 записанными собственными силами песнями. Стоимость альбома, выпущенного в июне того же года, составила всего CA $10, включая доставку.
Музыканты выпустили EP, несмотря на связанные с этим проектом финансовые риски и неопытность команды, следуя своему видению и отдавая дань преданности своим поклонникам. Это смелое решение стало поворотным моментом в карьере молодой группы: к концу 2007 года проданный в количестве 30.000 копий EP, первый сольный европейский тур и внимание известных международных СМИ превратили Your Favorite Enemies в 1 из самых интересных групп, работающих по принципу «Do It Yourself», движущихся в своём развитии по нетрадиционному для музыкальной индустрии пути, согласно Billboard Magazine.

## Происхождение названия
Your Favorite Enemies — это непрекращающиеся рост, эволюция, изменение и доброта. «В этом названии — все и ничего», — говорит Алекс Фостер, солист группы, в шоу «Q&A». «Его прелесть в том, что каждый понимает его по-своему».

## Влияние
Среди музыкальных коллективов, оказавших влияние на творчество Your Favorite Enemies, группа называет The Cure и The Clash. Согласно The National Post, Алекс Фостер говорит, что влияние на музыкантов оказал Джо Страммер. Такие коллективы, как Ramones, Pixies, Nirvana, Placebo, U2 и Radiohead также оставили свой след в истории развития творчества группы.

## Студия
Недавно музыканты Your Favorite Enemies приобрели помещение, прежде служившее церковью, в котором оборудовали 2 профессиональные студии звукозаписи. В здании также расположены офисы их лейбла и некоммерческих движений, поддерживающих деятельность правозащитных организаций и оказывающих детям помощь при помощи музыки. В настоящее время группа готовит к выходу третий альбом, независимый фильм, проект на DVD и запускает новый сайт-сообщество.

## Живые выступления
Your Favorite Enemies, создающая взрывные концерты, в то же время позволяющие заглянуть внутрь себя, — не просто невероятно талантливая исполняющая живую музыку группа, но и редкий пример артистов, способных создать на сцене нечто такое, что позволило бы каждому человеку в зале получить уникальный и значительный эмоциональный опыт. «Способность Your Favorite Enemies начинать песни комбинацией нежных мелодий и атмосферы — показатель истинного калибра их творчества. Структура песен группы тщательно продумана, что помогает привлечь внимание к различным их аспектам — от лирического содержания, до необъяснимого страха, вызываемого берущими за живое частями», — прокомментировал Chart Attack один из концертов группы.

### Европейский тур (2007)
(Германия, Великобритания, Франция, Нидерланды)
В 2007 году состоялся тур Your Favorite Enemies по странам Европы — Германии, Великобритании, Франции и Нидерландам. Во время путешествия группа, известная своей активной социальной деятельностью, расширила границы сотрудничества с Международной Амнистией и другими движениями, приглашая волонтёров присоединиться к рекламе их текущей кампании. В ходе тура интервью с музыкантами и информация о них появлялись в публикациях Международной Амнистии (Франция, Нидерланды); они были приглашены на Talksport Radio (Великобритания) и в Rock One Mag (Франция).

### Тур по Японии (2008)
В 2008 году музыканты Your Favorite Enemies участвовали в японском туре группы Simple Plan, открывая их концерты в Токио, Осаке и Нагойе. Выступления группы на лучших площадках страны были освещены в популярных японских СМИ (InRock Magazine, Grindhouse Magazine и WeROCKCity). Известная преданностью своим поклонникам, группа организовывала специальные мероприятия, дала эксклюзивный концерт (в Kick Back Café) в поддержку акций, направленных на предупреждение самоубийств. Также в ходе тура участники Your Favorite Enemies устроили импровизированный концерт в Центре Нагойи, представив вниманию публики собственную бесплатную рекламную продукцию.

### Индонезия (2008)
(Джакарта)
Your Favorite Enemies выступили на SuperSoulmate Show на канале Indosiar, одном из самых популярных шоу в Индонезии с аудиторией 25 млн человек.
Во время выступлений коллектива в стране в поддержку тура группы Story Of The Year, о нём написали многие издания, познакомив растущее число индонезийских поклонников группы с творчеством Your Favorite Enemies и личностями самих музыкантов.

### The Rising Youth Of The Dragon’s Land (Расцветающая Юность Земли Дракона)[15]
Тур по Китаю (2011)
В апреле и мае 2011 года Your Favorite Enemies совершила свой первый тур по Китаю, выступив на крупнейших фестивалях (MIDI, ZEBRA), а также в городских клубах и залах, и став одной из первых североамериканских групп, проехавшихся по стране с туром такого масштаба. Следуя своему принципу «DIY», группа отклонила прибыльные предложения выступить на крупных европейских фестивалях и отложила выход долгожданного третьего альбома, чтобы расширить границы тура по Китаю и выступить на небольших площадках. «Вместо того, чтобы быть этакой новой игрушкой, которая наскучит людям уже на следующий день, мы хотим дать им то, чего они действительно желают», — говорит Алекс Фостер в интервью журналу Billboard Magazine, представившему группу в разделе «Артист Недели».
После того, как успех тура по Китаю был освещён в местных (The Beijinger, China.Org.Cn, Shanghai247, This is Touring, CNNGO, Shanghai_Daily, Shanghai Global Times, GoChengdoo) и международных (Billboard, ORANGE, La Presse) СМИ, имена участников Your Favorite Enemies, являющихся сторонниками благотворительной организации по борьбе со СПИДом (RED) и активистами Международной Амнистии, были у всех на устах.

### Arisen From Despairs — A Morning Of All Hope (Рожденное Отчаянием — Утро, Полное Надежды)[25]
Тур по Японии (2011)
Your Favorite Enemies приехали в Японию с проектом The Hope Project (Проект Надежды), организованным музыкантами для того, чтобы оказать поддержку выжившим после землетрясения и цунами 11 марта, в то время как многие другие зарубежные исполнители отменили свои выступления в стране. Группа посетила приют в городе Минами-Санрику и отыграла 3 концерта в Осаке, Токио и Киото, спустя три года после своего первого шоу в Японии. Желая сделать что-то значимое для опустошённых трагедией людей, музыканты Your Favorite Enemies выступали в небольших залах и — одними из первых — в храме.
«Мы приехали в Японию не для того, чтобы повеселиться», — говорит Алекс Фостер, вокалист и лидер японских сайтов группы (Myspace, Facebook, Twitter, Mixi), в интервью Majirox News. «Мы приехали, чтобы быть рядом с людьми. От нас мало что зависит. Но если людям нужно с кем-то поговорить, поплакать, покричать, я хочу сказать им: „Мы здесь, мы с вами“.
В Японии группа также дала интервью Yomiuri, одной из пяти национальных газет; её выступления были освещены в СМИ (Billboard, La Presse, CANOE, Hollywood PQ, La Seigneurie).
Этот независимый тур наглядно демонстрирует расширение связей Your Favorite Enemies с Японией, в которой к концу 2011 года группа собирается открыть японский филиал собственного лейбла (Hopeful Tragedy Records).

### Другие примечательные концерты и мероприятия
- Canadian Music Week (СMW) (2004, 2008, 2009, 2010),
- Tailgate Party, Montreal Canadiens (2009)[35]
- Heavy Montreal(2008)[36],
- SXSW (2008) with M for Montreal,
- Festival Arcadia (2007),
- Vans Warped Tour (2007),
- Emergenza (2004),
- Rogers Cup (теннис) (2003),
- Face To Face Tour (2002)

## Медиа
Доступный в Сети подкаст YFE-TV — это взгляд изнутри на различные грани Your Favorite Enemies, уникальный портрет шести музыкантов группы, а также видеозаписи последних трёх лет — концерты, работа артистов в качестве защитников прав человека, их интервью (в шоу Q&A, BlaBlaBla (The Live Show), The Confessional), студийные сессии и „путевые заметки“ (Sounds & Noises, YFE-TV On The Road).

## Спонсоры
Участники Your Favorite Enemies всегда очень обстоятельно подходили к вопросу выбора тех, с кем сотрудничают. Для совместной работы группа, верная своему принципу „Do It Yourself“, выбирает „отдельных“ личностей, людей с неординарным мышлением и организаторов, способных вынести чудачества Your Favorite Enemies.
„Меня не купить за возможность выступать на лучших площадках города. Партнеры группы — друзья, разделяющие нашу страсть к музыке и социальной справедливости“, — говорит Алекс Фостер, лидер коллектива.
Your Favorite Enemies поддерживает организации: Международная Амнистия, (RED), Rock N' Rights, War Child
Your Favorite Enemies сотрудничает с фирмами: Schecter Guitars, Duesenberg Guitars, Guitares Boucher, D’Addario, TC Electronic, Orange Music Electronic Company, S. Walker Electric Guitars, VOX, Mack, Soul Power Instruments, Eden Electronics, Tech 21, Mapex Drums, Sabian, EVANS, Vater Percussion

## Особенные проекты

### Dissidia Final Fantasy
В 2008 году участники Your Favorite Enemies работали с Такэхару Исимото, японским композитором, создающим музыку для видеоигр; написали тексты и исполнили 3 песни — включая заглавную композицию — для саундтрека к игре Dissidia: Final Fantasy.
В Японии он вошёл в число 50 бестселлеров на I-Tunes. Участники Your Favorite Enemies дали интервью музыкальному каналу Musique Plus; их международный успех был освещен в СМИ (La Presse, Journal de Montréal, La Relève, Cyberpresse, Showbizz.net).

### Проект Open Your Eyes (2008)
Съёмки музыкального видео „Open Your Eyes“ (NuFilms)
Преданные своим поклонникам, музыканты Your Favorite Enemies превратили процесс создания своего первого видеоклипа на песню Open Your Eyes в возможность для людей со всего света не просто собраться вместе, но и сняться в видео. Совместно с популярным французским музыкальным журналом Rock One Mag] группа устроила конкурс, победа в котором давала возможность одному читателю поучаствовать в съёмках этого видео и попасть на страницы дневника мероприятия на сайте Rock One Mag.
Трехдневный съемочный процесс был также освещен в популярных монреальских газетах (Journal de Montréal, La Presse); а после своего выхода на канале Musique Plus, видеоклип „Open Your Eyes“ поднялся на вершины чартов и победил в номинации „Ultime Combat des clips“. Он также попал в чарт „Top 5 Anglo“ и держался в нём нескольких недель подряд. Успех музыкального видео подарил группе звезду на „стене славы“ монреальского музыкального канала. Your Favorite Enemies давала интервью и выступала в ТВ-шоу на этом канале (Musique Plus en demande, Mr Net).

## Награды
Группа Your Favorite Enemies получила приз в номинации „Лучшая Зарубежная Рок-группа“ на премии Sound Of Excellence Music Awards. 8 октября 2010 участники коллектива прилетели в Лондон, чтобы получить свою награду на церемонии в зале Scala, на Кингс Кросс.
International Battle of the Bands наTalksport Radio, Великобритания (2007)
Your Favorite Enemies — 1 место
Они прогремели на всю Британию! Я получил потрясающие отзывы о группе, и на протяжении последних 3-4 недель меня постоянно просят ставить их в эфире… Должно быть, они — группа с самой большой фанатской базой в мире, ведь в моем почтовом ящике уже недели три нет свободного места! — Майк Мендоза, Talksport Radio
Они отлично поработали… Наша система полетела из-за количества присланных за них голосов… Так что, если вы поклонник Your Favorite Enemies, пожалуйста, перестаньте голосовать, потому что соревнование закончилось! Спасибо! — Майк Мендоза, Talksport Radio
На прошлой неделе у нас в студии был Нельсон Брэгг, ударник Брайана Уилсона из The Beach Boys… Его поразила их музыка… Он нашел их просто потрясающими… Они действительно свели его с ума!» — Дэвид Кортни

### Другие проекты
Некоторые участники Your Favorite Enemies задействованы в ряде сторонних проектов. Так Алекс Фостер принимал участие в работе над документальными фильмами «Digital Hate» (2002), «Gravitation des couers» (2003), «Conversions» (2005), «Voyage a la mer» (2010) в качестве соавтора и актёра, и в 2004 был приглашён в жюри конкурса Battle of the Bands в Ирландии. В 2007, в ходе Vans Warped Tour группа взяла эксклюзивное интервью у американской группы «Anti-Flag».

### Write For Rights[44]
(10 декабря — День Международной Декларации Прав Человека)
Ко Дню Международной Декларации Прав Человека, отмечающемуся 10 декабря, участники группы, активно поддерживающие деятельность организации Международная Амнистия уже более 10 лет, сняли вдохновляющее и побуждающее к действию видео. Сильное и привлекающее внимание сообщение, которое несла эта вышедшая на английском, французском и японском языках запись, уже звучит по всей планете в поддержку кампании Международной Амнистии «Wright For Rights».: «Ваш голос действительно может изменить все, выразите себя!»
В прошлом социальный работник, Алекс Фостер уже более 10 лет является официальным представителем Международной Амнистии. Он выступает на конференциях в Канаде и несколько раз вёл проводимый правозащитной организацией Ежегодный Молодёжный Конгресс. Все вместе участники коллектива также ведут социальную деятельность: группа принимала участие в «30-й годовщине Международной Амнистии» (2007), 35-й годовщине «Give Peace A Chance» («Дай Миру Шанс»), организованной Imagine (2004), «Marche des femmes vers l’an 2000» и концерте, посвящённом 51-й годовщине Хартии Прав и Свобод.
Музыканты Your Favorite Enemies активно поддерживает различные социальные кампании, записывают обращения (например, видео к Международному Женскому Дню (2007, 2009).

### The Hope Project (2011)[49]
- Проект Помощи Японии -
11 марта 2011 года северо-восточное побережье Японии сокрушили одни из самых разрушительных землетрясений и цунами из всех когда-либо зарегистрированных в новейшей истории страны.
Инстинктивным ответом Your Favorite Enemies на новости о страшном ударе явился запуск The Hope Project (Проект Надежды). Вместе с Красным Крестом и рядом школ по всему миру монреальская шестёрка приглашает всех объединить свои голоса и прислать сообщения со словами сочувствия и поддержки, которые в виде открыток будут лично переданы выжившим в трагедии людям.
К настоящему моменту группа получила сотни сообщений со всего света, которые нуждаются в переводе с более чем 6 языков. Международная пресса, например, Billboard и USA Today, также поддерживает эту инициативу, освещая проект как в печатных, так и в электронных изданиях. The Hope Project завершится 25 мая 2011, в Токио, во время благотворительного концерта, организованного совместно с Красным Крестом.
«В эпицентре отчаяния и самого легкого шепота надежды достаточно для того, чтобы жизнь на обломках зацвела; один голос может изменить все», — Алекс Фостер, солист Your Favorite Enemies.